# Ignaz Paul Vital Troxler
Pour les articles homonymes, voir Troxler.
Ignaz Paul Vital Troxler (17 août 1780 - 6 mars 1866) est un philosophe, médecin et ophtalmologue suisse de langue allemande. On lui doit notamment la découverte de l'effet Troxler en ophtalmologie. Il est le premier auteur à forger le terme de « préconscient » pour qualifier les aspects inconscients de la vie psychique. 
Sa philosophie s'appuie sur l'analogie de l'homme et de l'univers. Pour lui, toute philosophie authentique doit commencer par une « anthropologie » (étude de l'âme humaine) afin de révéler dans la nature même de l'homme celle de l'univers entier. Cette anthropologie doit ensuite se convertir en une « anthroposophie », forme d'élévation spirituelle de l'homme.
Troxler s'est fait connaître également pour ses engagements politiques en faveur d'un régime démocratique et libéral en Suisse, et pour son rôle dans l'établissement de la Constitution suisse de 1848.

## Parcours
Ignaz Paul Vital Troxler est né durant l'été 1780 à Beromünster dans le Canton de Lucerne, en Suisse alémanique. Son père décède alors qu'il n'a que six ans. Il suit des cours de latin à l'école de Beromünster, puis intègre les collèges de Soleure et de Lucerne, avant d'exercer en 1798 pendant un an les fonctions de secrétaire du gouverneur de Lucerne, au service de la République helvétique. En 1799, il intègre l'université d'Iéna pour y étudier la médecine, les sciences naturelles et la philosophie. Il y reçoit les enseignements de Schelling puis de Hegel. Durant cette période, il devient pour un temps le disciple et l'ami de Schelling.
En 1803, Troxler est promu médecin et se spécialise en ophtalmologie. Il rédige ses premiers travaux de médecine sous la direction du chirurgien et ophtalmologue Karl Gustav Himly. Deux ans plus tard, il ouvre un cabinet dans sa ville natale de  Beromünster. En 1806, il entre en conflit avec les autorités médicales du Canton de Lucerne et quitte précipitamment le pays pour se réfugier à Vienne où il s'établit durant quatre ans. C'est là qu'il devient l'ami de Beethoven. Il publie en 1808 son premier  essai philosophique, Elemente der Biosophie (« Éléments de biosophie »), dans lequel il cherche à élaborer une « sagesse de la vie, de l'homme et du monde dans leur rapport avec Dieu », sagesse que Troxler nomme « biosophie ». En 1810, il retourne à Beromünster où il rédige un ouvrage plus « anthropologique » : Blicke in das Wesen des Menschen (« Lumières jetées au fond de la nature de l'homme »).

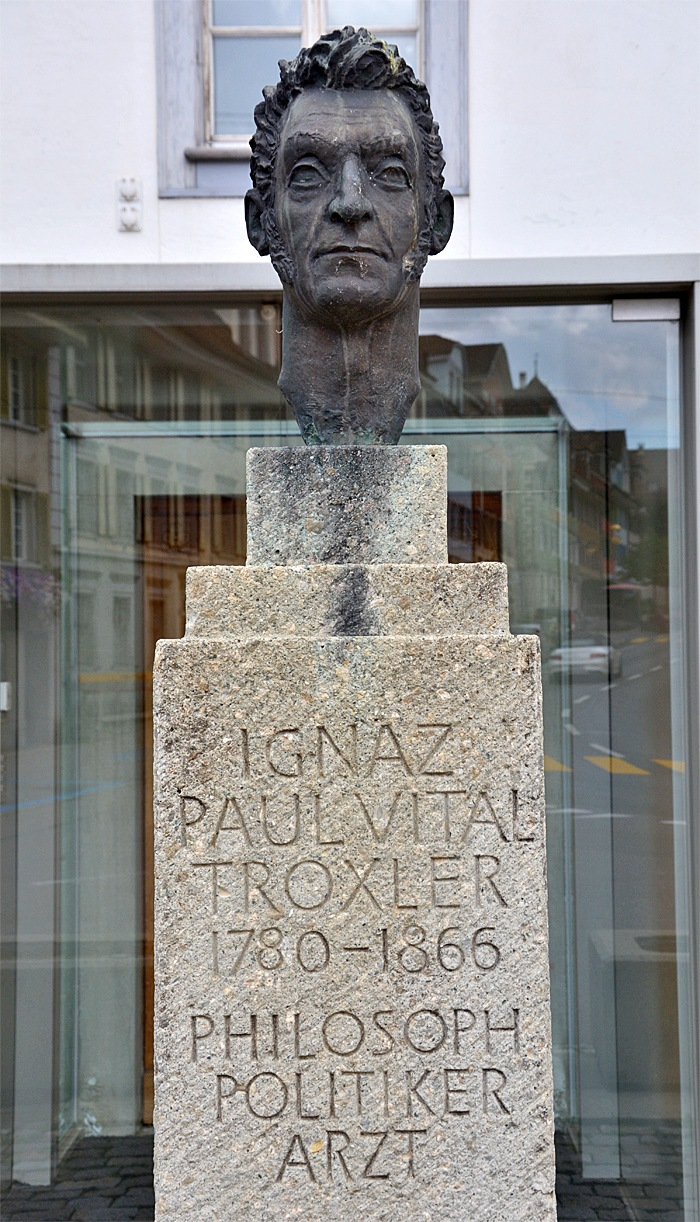
Buste d'Ignaz Paul Vital Troxler à Beromünster, en Suisse alémanique.

En 1814, Troxler est arrêté pour avoir écrit des pamphlets contre le coup d'État perpétré cette année là à Lucerne, à la suite de la défaite de Napoléon à Waterloo. Il émigre avec sa famille et retourne à Vienne où il assiste, en tant que personne privée, aux discussions du fameux Congrès de Vienne. En 1815, il se fixe à Aarau, en Suisse, et reprend ses activités de médecin. Il devient en 1816 le cofondateur de la revue Schweizerisches Museum, ce qui lui permet de publier plusieurs articles et essais sur la représentation politique du peuple et la liberté de la presse. Il publie également des articles relatifs aux sciences médicales entre 1816 et 1817. De 1819 à 1821, il enseigne la philosophie au lycée de Lucerne. C'est là qu'il commence acquérir une grande notoriété en tant que philosophe. En 1821, toutefois, il est contraint de démissionner pour avoir rédigé un pamphlet politique jugé subversif : Fürst und Volk (« Le prince et le peuple »).
À partir de 1823, Troxler continue d'enseigner la philosophie dans une école d'Aarau et reprend ses activités de médecin au chevet du célèbre penseur suisse Johann Heinrich Pestalozzi. C'est durant cette période qu'il publie ses principaux ouvrages philosophiques, dont Naturlehre des menschlichen Erkennens oder Metaphysik (« Science naturelle de la connaissance humaine conçue comme une métaphysique »), en 1828. Deux ans plus tard, il est nommé professeur de philosophie à l'université de Bâle où il est même élu recteur, mais à cause de ses sympathies pour les mouvements démocratiques, il est chassé de la ville quelques mois après. Il s'engage alors pleinement en politique et se fait élire en 1832 au Grand Conseil du Canton d'Argovie. Puis, pendant encore une vingtaine d'années, de 1834 jusqu'à 1853, il enseigne comme professeur de philosophie à la nouvelle université de Berne. En 1848, il intervient dans la constitution du nouvel État fédéral helvétique en rédigeant « La Constitution des États-Unis d'Amérique du Nord comme modèle de la réforme fédérale suisse », article dans lequel il préconise une organisation bicamérale du parlement qui sera approuvée.
Troxler décède en 1866 à Aarau à l'âge de 86 ans.

## Polémiques
C'est d'abord en tant que médecin que Troxler entre en conflit avec les autorités. Il s'oppose aux directives médicales du Canton de Lucerne et doit fuir le pays en 1806. Puis, comme philosophe, il critique sévèrement le mysticisme exalté et souvent « vague » de son temps, et polémique alors avec certains des grands philosophes qu'il côtoyait lors de ses études à Iéna, dont Schelling et Hegel. À travers divers pamphlets, il tente de démontrer « l'étroitesse » de leur philosophie et en relève les aspects qu'il juge trop simplistes et unidimensionnels. Jusqu'à sa mort à l'âge de 86 ans, il continue les confrontations intellectuelles avec ses contemporains, devenant plus mystique à mesure que l'époque le devient moins.
C'est cette personnalité que le philosophe hégélien Karl Rosenkranz a mis en scène en 1840, dans une comédie philosophique où divers personnages se disputent la succession de Hegel à la tête de la pensée allemande. À côté de Schelling et d'autres grandes figures de la pensée allemande, Troxler y apparaît sous le nom de Théocrate. Il y est décrit comme un personnage irascible, au langage abscons et fleuri de métaphores, qui célèbre les Alpes, les cascades, les chants des bergers, proclamant que « toute philosophie est simplement une langue imagée, toute spéculation un bégaiement imitant la Révélation divine ». Il y esquisse une théorie mystique où l'homme terrestre se brise contre le « Dieu-homme » et où le « vain moi » fait place à l' « éternel nous ».
Troxler participe également à diverses polémiques d'ordre politique, exprimant son soutien aux mouvements démocratiques de la Suisse. Son opposition au coup d’État perpétré en 1814 à Lucerne lui vaut une arrestation. En 1821, il est démis de ses fonctions de professeur au lycée de Lucerne à la suite de la rédaction de son pamphlet Fürst und Volk (« Le prince et le peuple ») dans lequel il prône une forme de libéralisme politique. Il est même chassé en 1831 de la ville de Bâle quelques mois après son élection en tant que recteur de l'université pour avoir plaidé ouvertement en faveur des revendications politiques de la campagne bâloise vis-à-vis de la ville. 

## Philosophie et psychologie
La philosophie de Troxler se rapproche de la théosophie et vise à élever l'âme vers l'esprit de Dieu, tandis que sa psychologie cherche à retrouver dans les profondeurs de l'âme « préconsciente » les vestiges de l'esprit créateur.

### Perspective néoplatonicienne
L'œuvre philosophique de Troxler, d'inspiration romantique, s'inscrit dans une lignée néoplatonicienne qui part de Plotin et dans laquelle on trouve des savants de la Renaissance tels que Paracelse ou Jakob Böhme. L'idée néoplatonicienne de « procession des hypostases » y est reprise, mais en un sens nouveau : celui d'une hiérarchie, dans le monde et au sein de l'homme, entre les différents degrés de la conscience et de l'inconscient. Cette procession du haut vers le bas va de l'essence la plus spirituelle et la plus consciente – l'esprit divin – aux réalités les plus matérielles et les plus négatives que sont les corps inorganiques. En l'homme, l'esprit s'élève au-dessus même de son âme d'où il émane, tandis que son corps biologique renferme son inconscient.
C'est à partir de 1804 dans ses « Essais de physique organique » (Versuche in der organischen Physik) que Troxler commence à développer sa propre philosophie de la vie et de l'esprit, en reprenant les thèmes de la tradition néoplatonicienne et de la théosophie. Dans cette philosophie, l'ensemble des êtres tend à retourner dans l'unité originelle de l'esprit (ou de la Vie) qui procède de Dieu. Son point de départ est psychologique (ou « anthropologique »), puisque seule notre nature « intérieure » nous est accessible directement.

### « Pensée vivante »

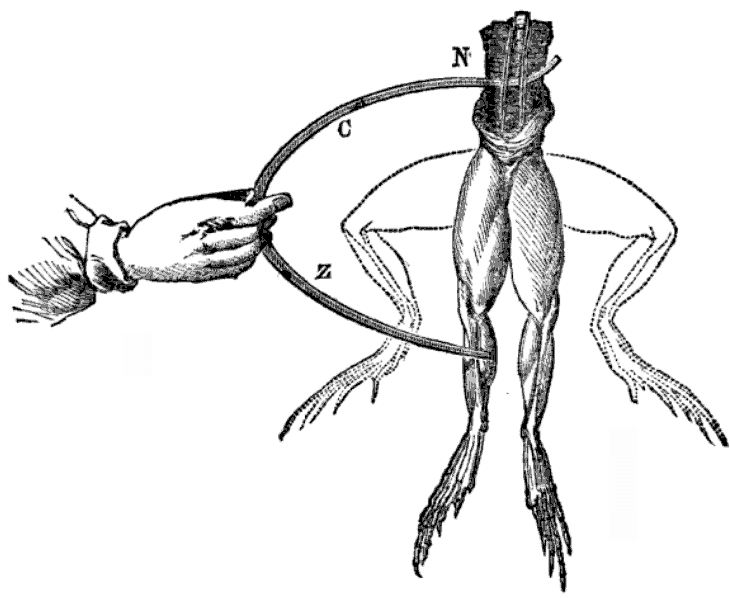
Comme médecin et naturaliste, Ignaz Troxler a eu connaissance des récentes découvertes concernant l'« électricité animale », qui semblaient confirmer sa vision unitaire de la nature et de la vie.

La philosophie de Troxler se présente comme une « pensée vivante » qui cherche à réconcilier le corps et l'esprit, à l'opposé du dualisme séparateur mais aussi de la philosophie matérialiste issue des Lumières, incapable selon lui de saisir la vie. Il voit dans les conceptions mécanistes et déterministes de la nature, ainsi que dans les grands systèmes philosophiques, des « systèmes de mort et théories du néant. » Cette dégénérescence de la science et de la philosophie trouve d'après lui son origine dans une pensée dissociée de l'essence spirituelle de la connaissance, qui laisse ainsi échapper le sens profond de la vie.
La loi de polarité, caractéristique de la philosophie de la nature de Schelling, devient chez Troxler un principe universel qui permet de décrire aussi bien la nature de la pensée que la réalité cosmique, conçue comme un organisme. La relation entre graine et fruit en fournit l'une des analogies les plus simples et les plus parlantes : « Les fruits mûrissent et tombent, les graines germent et leur germe se lèvent : c'est l'image de la loi vivante qui régit l'univers. »
Cette philosophie s'inscrit également dans une vision chrétienne du monde où la chute originelle est interprétée comme la cause essentielle de la séparation du corps et de l'esprit. La philosophie est définie dans cette perspective comme une sagesse qui doit permettre la réconciliation en l'homme de l'esprit et du corps, ainsi redevenus ce qu'ils étaient dans leur innocence originelle. La Chute explique de la même manière l'incapacité de l'homme à saisir en lui-même la Vie. La philosophie consiste alors à la rechercher en soi et à en découvrir l'unité profonde. La Vie constitue la véritable nature du monde, et la voie à suivre pour la retrouver est une voie introspective. Pour Troxler, « la nature des choses et leur unité première ne se peut saisir qu'en l'ultime tréfonds de l'âme humaine ». 

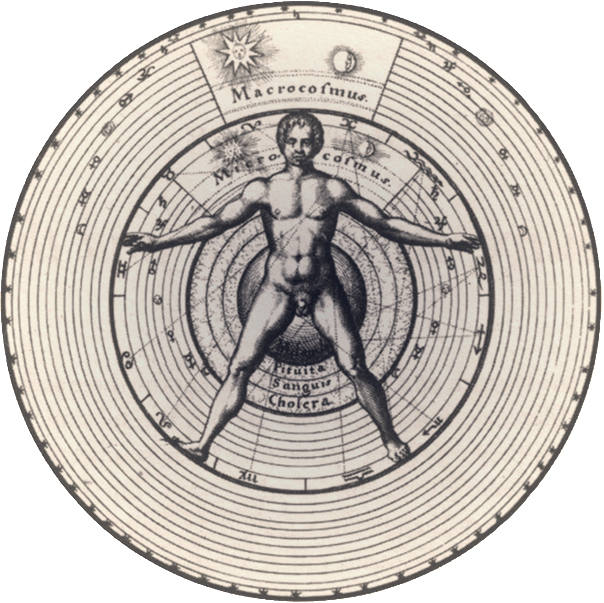
Le thème de l'homme en tant que microcosme dans le macrocosme est commun au néoplatonisme et à la philosophie romantique, et il est également présent chez Ignaz Troxler.

La possibilité « merveilleuse » donnée à l'homme de saisir ainsi en lui-même la réalité de l'univers repose sur l'existence d'une analogie entre le microcosme de l'homme et le macrocosme du monde, entre le psychisme humain et l'esprit universel. C'est parce que la nature en nous et hors de nous fait un avec le divin que « l'intérieur de la nature extérieure est intimement apparenté à l'intérieur de notre propre nature », de sorte que « plus nous nous retirons en nous-mêmes, en nous détournant des apparences, et plus nous pénétrons dans la nature des choses qui sont hors de nous. »
La chute originelle est dans cette philosophie une notion à la fois fondamentale et universelle, puisque c'est toute la vie du monde qui s'en trouve divisée, et c'est à l'échelle du monde entier que finira par s'accomplir la réconciliation du corps et de l'esprit, qui est aussi celle de l'apparence et de l'être. Troxler interprète ainsi la dynamique de l'univers comme un processus où, « depuis l'état d'innocence, la Vie parcourt un grand voyage, à travers sa chute en Être et en Apparence, jusqu'à sa réconciliation en elle-même. » La destination de l'humanité se confond alors avec l'évolution générale de la Vie, évolution que Troxler décrit de façon métaphorique comme un mûrissement « de la graine au fruit ». Par toutes ses activités tout au long de son histoire, l'homme tend comme la Vie « à former un fruit semblable au germe dont il est sorti […] différents seulement dans le développement et la formation. »

### Théorie des quatre essences (Tetraktys)
La  psychologie de Troxler est vouée à la connaissance de la dimension inconsciente et infra-sensible de l'âme humaine où l'homme est censé se retrouver lui-même selon la place qu'il occupe au sein de l'univers. Plutôt que d'analyser les fonctions psychiques de l'homme, son comportement ou ses mobiles, elle établit une division métaphysique entre quatre essences :
1. le corps physique (Körper), qui recouvre tout ce qui dans notre être peut être perçu par les sens ;
2. le corps vivant ou « chair » (Leib), principe organisateur du corps physique et réalité sensible de notre être qui permet à l'esprit de s'incarner dans le corps ;
3. l'âme (Seele), principe vital supérieur qui correspond chez l'homme à sa conscience éveillée ;
4. l'esprit (Geist), qui est l'essence divine impersonnelle toujours présente en nous, mais seulement accessible à la conscience par l'extase mystique ou dans le rêve profond.

L'esprit et le corps physique forment, selon un schéma typiquement dialectique, deux pôles opposés et absolument contraires : l'esprit est un principe impersonnel par lequel nous sommes reliés spirituellement au reste du monde, tandis que le corps est un principe matériel individualisant et séparateur. Il n'y a en revanche qu'une différence de degrés entre la chair et l'âme. La première est l'organe de la perception sensible (anima sensitiva) et possède donc déjà une forme minimale de conscience, la seconde est l'organe de la conscience normale qui nous permet d'accéder aux idées par la pensée.
Par les deux extrêmes que sont l'esprit et le corps physique, l'homme peut entrer en communication avec les aspects non conscients de la réalité. Au niveau supérieur, l'homme peut atteindre grâce à son esprit une connaissance « surconsciente » qui lui donne accès à l'Absolu. À l'opposé, au niveau le plus bas, le corps devient le lieu d'une connaissance « infra-sensible » ou « préconsciente », qui est celle que possèdent également les végétaux ou les animaux les plus primitifs.
Cette division métaphysiques entre deux pôles de la conscience permet de concevoir deux orientations de l'homme opposées :
- celle du « cœur » (Gemüt), qui est l'orientation de l'homme vers Dieu, principe d'unité et « véritable réalité » ;
- celle de la « sensualité », qui se tourne vers le monde et le corps, aux frontières du néant.

La voie du cœur est avant tout un chemin vers l'extase, par lequel l'homme s'élève directement à Dieu, mais elle peut être aussi poursuivie dans le « rêve métaphysique », forme de rêve où l'esprit se manifeste dans le corps.

### Métaphysique du rêve
C'est dans la doctrine de l'unité du cœur (Gemüt) que s'inscrit la théorie originale de Troxler sur le rêve. Le rêve dont il est question chez lui n'est pas ce que nous entendons communément ainsi et qui « n'est qu'un accident du sommeil », mais le « Rêve de la Vie » où s'unissent « la haute conscience de l'Esprit et l'obscure existence du Corps ». Cette vie onirique, présente dans la veille plutôt que dans le sommeil, c'est celle de l'Esprit « à l'instant où il descend dans la matière », et celle de la Matière « à l'instant où elle s'élève jusqu'à l'esprit. » La métaphysique du rêve prétend décrire ce processus universel (non pas seulement humain) par lequel l'esprit et le corps se manifestent dans leur union. Le songe nocturne de l'homme rejoint quant à lui le rêve métaphysique au sens où il est une survivance de ce dernier, une présence résiduelle de l'unité originelle de la Vie.
Chez l'homme, le rêve se rapproche de l'état primitif de la conscience que Troxler appelle « pré-conscient ». En deçà de notre conscience claire se trouve en effet le préconscient qui reste présent à l'état de veille comme dans le sommeil. C'est toutefois seulement dans le songe qu'il cesse d'être une forme inférieure d'état psychique pour devenir au contraire une forme de révélation ou de connaissance fondamentale :
« Ainsi que la connaissance diurne tient de l'esprit de perfection, la connaissance qui réside dans le sommeil et se manifeste dans le songe a les particularités de la Conscience originelle. Le rêve […] est un état originel, essentiel et lourd de sens, de la nature humaine, qui nous permet d'entrevoir les profondeurs de la connaissance première. »
Mais les songes que la conscience claire peut retenir à l'état de veille ne sont que les plus superficiels de nos rêves. Ils ne sauraient nous livrer la moindre révélation sur le rêve le plus profond, où nous ne pouvons descendre qu'en renonçant précisément à notre conscience ordinaire. La « traduction » de nos rêves dans le langage de la veille se condamne donc à ne saisir que la marge du rêve. Cependant, Troxler est l'un des premiers cliniciens à reconnaître l'intérêt thérapeutique des rêves ordinaires. Il est convaincu qu'on peut y trouver les premiers symptômes des maladies, et en particulier des maladies mentales, anticipant ainsi (en un sens certes restreint) la psychanalyse.

### Théorie de l'«autre conscience »

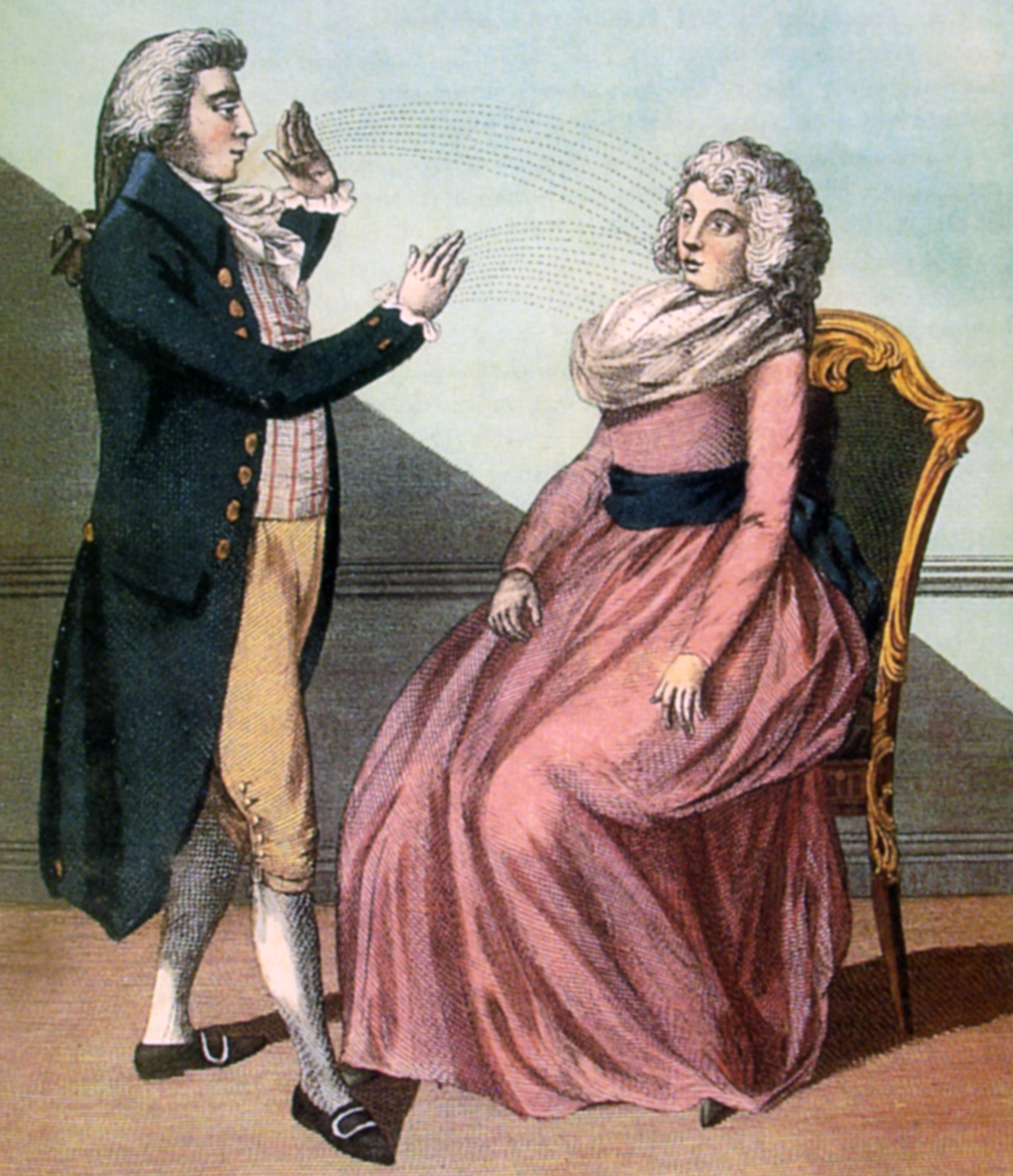
Le médecin allemand Franz-Anton Mesmer postula à la fin du XVIIIe siècle l'existence d'un fluide magnétique universel qui, chez les êtres vivants, prenait la forme du magnétisme animal, et dont on pouvait faire une utilisation thérapeutique.

Selon Troxler, Schelling et les théoriciens de la vie inconsciente n'ont pas su reconnaître qu'il y a « deux sortes d'inconscient, ou mieux d'autre conscience : l'une qui est antérieure et inférieure à notre conscience de la veille et du sommeil, et l'autre qui lui est supérieure ou postérieure ». C'est ce qu'illustre l'Arbre de la Vie en qui le développement des racines sous la terre s'oppose au déploiement du feuillage dans le ciel. À l'inconscient, dont les racines, physiques et terrestres, plongent dans les « ténèbres », répond ainsi l' « autre conscience » (différente de la conscience normale), dont les révélations sont toutes spirituelles et lumineuses.
Troxler distingue en ce sens deux genres opposés de pouvoir psychique :
- le « magnétisme animal », qui correspond à un état inconscient inférieur à la vie consciente, en dessous même du rêve ordinaire ; il se manifeste en l'homme de façon spectaculaire dans le somnambulisme et de façon courante dans l'activité végétative partagée avec « les plantes, les animaux les plus inertes et le monde inanimé lui-même » ;
- l'extase supérieure, par lequel l'être se tourne tout entier vers l'esprit et se défait des chaînes du corps, s'ouvrant ainsi à l'Infini, où toutes les oppositions (corps/esprit, intérieur/extérieur, passé/futur, etc.) s'évanouissent.

Entre ces deux extrêmes, par lesquels l'homme entre en communication avec ce qui le dépasse, il y a le sommeil et la veille qui ne différent entre eux que par leur degré de conscience et qui constituent ensemble notre existence ordinaire. Dans cette forme plus ou moins consciente d'existence, l'homme acquiert une connaissance sensible et intellectuelle limitée du monde et de lui-même. Mais grâce à son magnétisme naturel, l'homme a également une connaissance infra-sensible de son corps qu'il perçoit à l'état brute de façon inconsciente ou préconsciente, durant toute sa vie. Ce n'est toutefois que grâce au pouvoir exceptionnel de l'extase qu'il peut se dépasser vraiment et rejoindre l'Esprit dans toute sa pureté, communiant alors pleinement avec l'univers et le divin.

## Publications principales
- (de) Dissertatio sistens primas lineas theoriae inflammationis, suppurationis et gangraenescentiae (« Dissertation sur les grandes lignes des théories de l'inflammation, de la suppuration et de la gangrène »), Iéna, 1802.
- (de) Ideen zur Grundlage der Nosologie und Therapie (« Idées pour la fondation de la nosologie et de la thérapie »), Iéna, 1803.
- (de) Versuche in der organischen Physik (« Expériences en physique organique »), Iéna, 1804.
- (de) Elemente der Biosophie (« Eléments de biosophie »), Leipzig, 1808.
- (de) Blicke in das Wesen des Menschen (« Lumières jetées dans la nature de l'homme »), Aarau, 1812.
- (de) Philosophische Rechtslehre der Natur und des Gesetzes mit Rücksicht auf die Irrlehren der Liberalität und Legitimität (« Jurisprudence philosophique de la nature et de la loi concernant les hérésies de la libéralité et de la légitimité »), Zürich, 1820.
- (de) Fürst und Volk nach Buchanans und Miltons Lehre (« Prince et peuple selon les enseignements de Buchanan et Milton »), Aarau, 1821.
- (de) Naturlehre des menschlichen Erkennens, oder Metaphysik (« Science naturelle de la connaissance humaine, ou métaphysique »), Aarau, 1828.
- (de) Logik – Die Wissenschaft des Denkens und Kritik aller Erkenntniss, zum Selbststudium und für Unterricht auf höhern Schulen (« Logique - La science de la pensée et la critique de la connaissance en général, en vue de l'auto-formation et de l'enseignement dans les écoles supérieures »), 3 volumes, Stuttgart, 1829-1830 .
- (de) Die eine und wahre Eidgenossenschaft im Gegensatz zur Centralherrschaft und Kantonsthümelei, sowie zum neuen Zwitterbunde beider, nebst einem Verfassungsentwurf (« La seule et véritable Confédération par contraste avec l'autorité centrale et le chauvinisme cantonal, ainsi que la nouvelle alliance hybride, avec un projet de constitution »), Rapperswil, 1833.
- (de) Über die Idee und das Wesen der Universität in der Republik (« A propos de l'idée et de la nature de l'université dans la République »), Berne, 1834.
- (de) Vorlesungen über Philosophie – Über Inhalt, Bildungsgang, Zweck und Anwendung derselben auf’s Leben, als Encyclopädie und Methodologie der philosophischen Wissenschaften (« Conférences sur la philosophie - sur son contenu, son enseignement, son but et son application à la vie, pour une encyclopédie et une méthodologie des sciences philosophiques »), Berne, 1835.
- (de) Die Verfassung der Vereinigten Staaten Nordamerika’s als Musterbild der Schweizerischen Bundesreform (« La Constitution des États-Unis d'Amérique du Nord comme modèle de la réforme fédérale suisse »), Schaffhausen, 1848.
- Schelling, Première métaphysique absolue, Notes du cours de Schelling en 1801, tr. A. Michalewski et A. Pernet, dans Iris, Annales de philosophie, n° 24, 2003.